# Mucropedia cookorum
Mucropedia cookorum är en kräftdjursart som beskrevs av Bouck, Thistle och Rony Huys 1999. Mucropedia cookorum ingår i släktet Mucropedia och familjen Harpacticidae. Inga underarter finns listade i Catalogue of Life.